# Josef Faustino Perles y Campos
Padre Josef Faustino Perles y Campos (fl. XVII secolo) è stato un grammatico spagnolo attivo verso la fine del XVII secolo.
Il suo nome è noto grazie alla sua opera Gramatica española, ò modo de entender, leier, y escrivir Spañol, pubblicata nel 1689. Gli unici dati biografici sino ad oggi pervenuti si trovano all'interno della Gramatica. Nel frontespizio gli viene assegnato il titolo di Reverendissimo Don e si cita la nazionalità spagnola. A causa delle interferenze linguistiche presenti nella produzione scritta e di parte del suo cognome (Perles), si presuppone l'origine catalana.